# Перепроизводство нефти в 1980-х годах

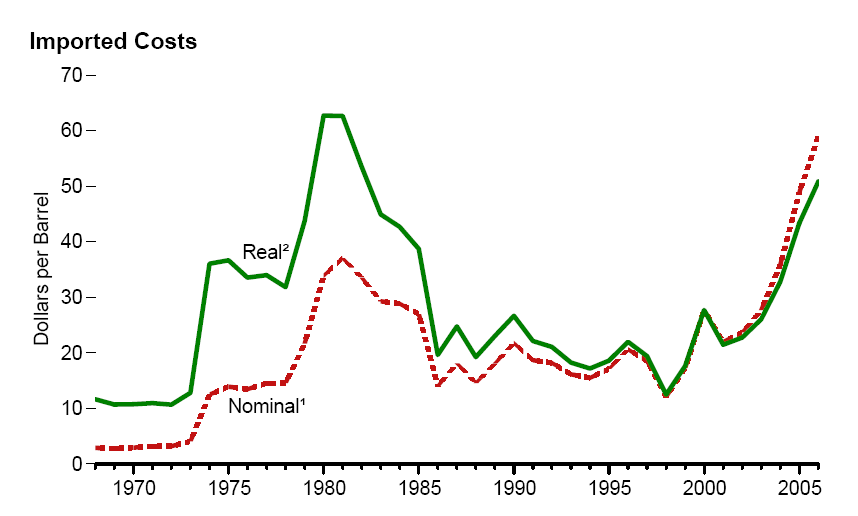
Номинальные (красная линия) и сопоставимые (зеленая линия) цены на нефть на мировом рынке с 1968 по 2006 гг.

Перепроизводство (излишняя добыча) нефти в 1980-х годах было следствием серьёзного сокращения спроса на сырую нефть, вызванного резким повышением цен на этот товар в результате нефтяного эмбарго 1973 года и исламской революции в Иране 1979 года. К 1980 году цена нефти на мировом рынке достигла пика в 35 долларов за баррель (с учетом инфляции, 93 доллара по ценам 2000-х годов), а к 1986 году — упала до 10 долларов за баррель и ниже (около 20 долларов по нынешнему курсу).
Перепроизводство, выражавшееся в падении цен, началось в начале 1980-х в результате снижения экономической активности в западных странах и распространения энергосберегающих технологий, спрос на которые был порожден высокими ценами на энергоносители.
Только с 1979 по 1981 год потребление нефти в США, Европе и Японии снизилось на 13 %.
После 1980 года продолжающийся спад потребления и перепроизводство нефти привели к последовательному шестилетнему падению цен, которые к 1986 году понизились на 46 %.

## Предыстория
Энергетический кризис 1970-х годов разразился, когда страны ОПЕК объявили о прекращении поставок нефти государствам, поддержавшим Израиль в Войне Судного дня. Во время нефтяного кризиса 1973 года цены сразу подскочили в 4 раза. За первым нефтяным кризисом в 1979 году последовал второй, когда во время исламской революции в Иране президент США Джимми Картер объявил о сокращении торговых отношений с этой нефтедобывающей страной и одновременно прекратил государственное регулирование цен на нефть в США. Последовала паника на бирже и новое многократное повышение цен на нефть в США и во всем мире. ОПЕК и в особенности Саудовская Аравия дополнительно подогревали ажиотаж на рынке нефти, получая сверхприбыли от её продаж, а Ирано-иракская война привела к существенному сокращению нефтедобычи, что также вызывало панику среди потребителей.

## Добыча нефти

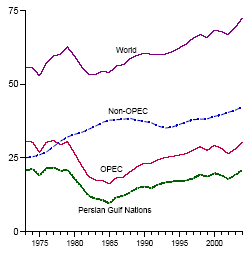
Мировая добыча нефти (верхняя линия) и отдельно добыча странами ОПЕК (красная линия), из них странами Персидского залива (зеленая линия) и прочими нефтедобывающими странами (синяя линия) в 1973—2004 гг.

В 1980-х годах мировая добыча нефти, из-за сокращения добычи странами ОПЕК, также несколько сократилась. Однако прочие нефтедобывающие страны, включая СССР, наращивали добычу, что во многом определило затоваривание рынка и привело к возобновлению роста добычи нефти после 1983 года. Если в 1970-х годах на долю стран ОПЕК приходилось около половины мировой добычи нефти, то к 1985 году она снизилась до менее чем одной трети.
В США по распоряжению президента Картера к 1981 году было отменено государственное регулирование цен на нефть. Кроме того, администрация президента Рейгана понизила налоги на инвестиции, и в результате добыча нефти стала расти. К 1989 году только на месторождении Прадхо-Бей в штате Аляска добывали 2 миллиона баррелей в день.
В 1985 году Саудовская Аравия попыталась увеличить добычу нефти, что вызвало новое падение цен и недовольство в ОПЕК. Добыча нефти там, где это требовало больших затрат, во второй половине 1980-х годов в связи с падением цен на этот товар стала невыгодной.

## Потребительский спрос
Из-за сокращения потребительского спроса импорт нефти в США в период с 1977 по 1983 год снизился с 46,5 % до 28 %. Ещё больше сократилась зависимость от ближневосточной нефти вследствие перехода на импорт нефти из Венесуэлы, Мексики, Нигерии, Норвегии и Канады. В 1982 году США даже могли позволить себе отказаться от импорта нефти из Ливии.
По мере того, как добыча нефти в середине 1980-х годов начала расти, на фоне высоких цен на энергоносители начал расширяться спрос на альтернативные источники энергии, такие как атомные станции, природный газ и этанол из растительного сырья. На энергосберегающие технологии перешли автомобили, что привело к сокращению спроса на бензин.

## Последствия перепроизводства

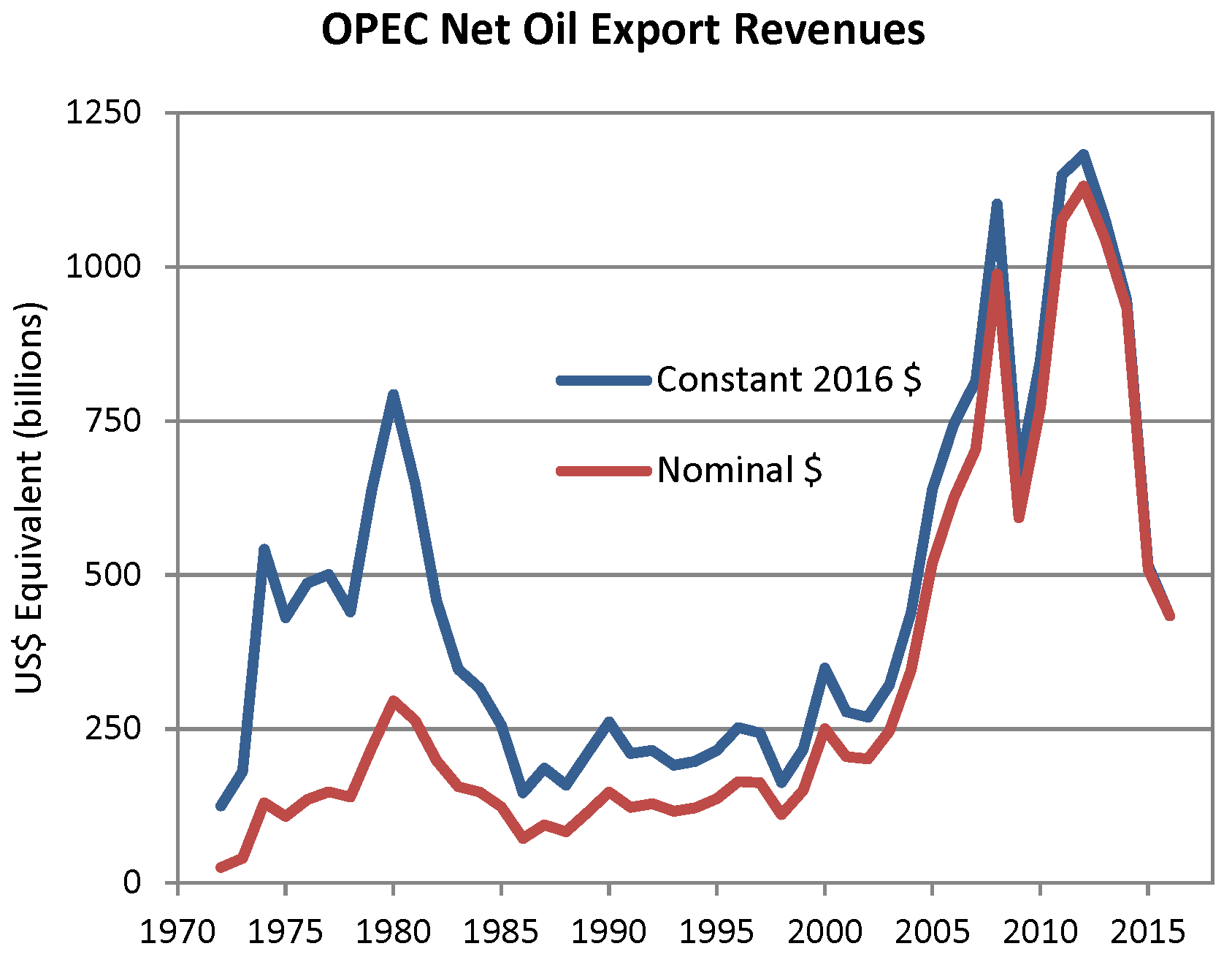
Доходы стран ОПЕК от экспорта нефти в 1971—2007 гг.

От падения цен на нефть в 1980-х годах выиграли США, Япония, Западная Европа и страны третьего мира. Значительные потери понесли страны ОПЕК, нефтедобывающие страны Северной Европы и в особенности Советский Союз, где разразился тяжелый экономический кризис, приведший к политическому коллапсу. Трудности в этих странах наметились ещё в 1981 году. В Мексике, Алжире, Нигерии и Ливии бизнес и правительство тоже не смогли подготовиться к изменению конъюнктуры. Нигерия, Мексика и Венесуэла оказались на грани банкротства, и даже Саудовская Аравия переживала трудные времена.
В трудном положении оказался Ирак, ресурсы которого тратились на ведение продолжительной и дорогостоящей войны с Ираном. В 1990 году из-за добычи Кувейтом нефти в пограничном регионе иракские войска вторглись в эту страну, что спровоцировало Войну в Персидском заливе.
В США падение цен на нефть привело к резкому сокращению геологоразведки. В городах, которые росли в нефтедобывающих регионах в период высоких цен на нефть, в том числе в Хьюстоне и Новом Орлеане, после падения цен началась локальная рецессия.